# Nicolae Burcea
Nicolae Burcea, connu en France sous le nom de Nicolas Burcéa, né le 7 février 1955 à Drăcșani et mort le 9 juillet 2009 à Créteil, est un joueur et entraîneur de football roumain.

## Biographie
Il joue trois matchs en Coupe de l'UEFA, deux avec l'Argeș Pitești lors de la saison 1973-1974, et un avec l'Oțelul Galați lors de la saison 1988-1989.

## Palmarès
- Champion de Roumanie de Division 2 (Série 1) en 1976 et 1979 avec le FCM Galați